# Februar 2015
Portal Geschichte | Portal Biografien | Aktuelle Ereignisse | Jahreskalender | Tagesartikel

◄ |
20. Jahrhundert |
21. Jahrhundert

◄ |
1980er |
1990er |
2000er |
2010er
| 2020er | 2030er | 2040er

◄ |
2011 |
2012 |
2013 |
2014 |
2015
| 2016 | 2017 | 2018 | 2019 | ►

◄ |
November 2014 |
Dezember 2014 |
Januar 2015 |
Februar 2015 |
März 2015 |
April 2015 |
Mai 2015 |
►
Dieser Artikel behandelt tagesbezogene Nachrichten und Ereignisse im Februar 2015.

## Tagesgeschehen

### Sonntag, 1. Februar 2015
- Glendale/Vereinigte Staaten: Die American-Football-Mannschaft New England Patriots gewinnt durch einen Sieg über die Seattle Seahawks den 49. Super Bowl.[1]
- Lusail/Katar: Im Finale der 24. Handball-Weltmeisterschaft der Männer bezwingt Frankreich den Gastgeber und wird zum fünften Mal Weltmeister. Der Erfolg der Katarer löst Diskussionen über den Nationenwechsel von Spielern aus, da in der katarischen Handballnationalmannschaft regelkonform überdurchschnittlich viele Mannschaftsteilnehmer früher für andere Nationen spielten.[2]
- Moskau/Russland: Ein Großfeuer zerstört weite Teile der Bibliothek der Russischen Akademie der Wissenschaften.[3]

### Montag, 2. Februar 2015
- Den Haag/Niederlande: Der Internationale Gerichtshof spricht Serbien und Kroatien vom gegenseitig erhobenen Vorwurf des Völkermords während des Jugoslawienkriegs frei.[4]

### Dienstag, 3. Februar 2015
- Amman/Jordanien: Es wird bekannt, dass der jordanische Pilot Muʿādh al-Kasāsba ermordet wurde. Er wurde vermutlich Anfang Januar von der Terrororganisation Islamischer Staat verbrannt.[5]
- N’Djamena/Tschad: Nach Berichten der tschadischen Streitkräfte haben diese nach schweren Kämpfen gegen die Terrormiliz Boko Haram die nordnigerianische Stadt Gamboru zurückerobert.[6]

### Mittwoch, 4. Februar 2015
- Kousséri/Kamerun: Bei einem mutmaßlichen Racheakt für die gestrige Niederlage im Norden Nigerias, überfällt die Terrormiliz Boko Haram den Ort Fotokol im Norden Kameruns und tötet neben tschadischen und kamerunischen Soldaten auch Dutzende Zivilisten.[7]
- Taipeh/Taiwan: Ein Flugzeug vom Typ Turboprop der taiwanesischen Fluggesellschaft TransAsia Airways stürzt kurz nach dem Start nahe Taipeh ab.[8] Mindestens 31 Personen kommen dabei ums Leben.[9]

### Donnerstag, 5. Februar 2015
- Berlin/Deutschland: Die 65. Internationalen Filmfestspiele Berlin werden mit dem Film Nobody Wants the Night der Regisseurin Isabel Coixet eröffnet.[10]
- Brüssel/Belgien: Die NATO plant als Reaktion auf die russische Einmischung in den Ukraine-Konflikt die Aufstockung der NATO Response Force für weltweite Einsätze auf 30.000 Soldaten. Unter anderem als Logistik- und Koordinierungszentren sollen sechs neue Stützpunkte in den östlichen NATO-Ländern Estland, Lettland, Litauen, Polen, Rumänien und Bulgarien dienen.[11]
- Buenos Aires/Argentinien: Nach dem mysteriösen Tod des Sonderstaatsanwaltes Alberto Nisman soll Bundesrichter und Menschenrechtsexperte Daniel Rafecas Vorwürfe gegen Präsidentin Cristina Fernández de Kirchner prüfen, die die Strafverfolgung mutmaßlicher iranischer Drahtzieher des Anschlages auf das jüdische Gemeindezentrum AMIA von 1994 vereiteln wollte.[12]
- Dili/Osttimor: Mit einem Schreiben an Präsident Taur Matan Ruak reicht Premierminister Xanana Gusmão seinen Rücktritt ein. Anfang der Woche hatte er Gespräche mit dem Staatsoberhaupt über eine Regierungsumbildung nach Korruptionsvorwürfen gegen mehrere Minister begonnen. Gusmãos Wunschkandidat für seine Nachfolge ist Rui Maria de Araújo.[13]

### Freitag, 6. Februar 2015
- Bata/Äquatorialguinea: Der afrikanische Fußballverband ahndet Marokko für dessen Weigerung, die Fußball-Afrikameisterschaft dieses Jahr auszutragen, mit einem Ausschluss von den nächsten beiden Kontinentalmeisterschaften und einer Geldstrafe von einer Million Dollar. Marokko begründete die Absage des Afrikacups mit Sorge vor der Ebola-Epidemie, weswegen die Ausrichtung des Turniers ersatzweise nach Äquatorialguinea vergeben wurde.[14]
- Diffa/Niger: Nigrische und tschadische Truppen wehren eine Offensive der Terrormiliz Boko Haram auf die Städte Diffa und Bosso im äußersten Südosten Nigers ab. Dabei werden über 100 Milizionäre getötet. Der Konflikt greift hiermit zum ersten Mal auf den Niger über.[15]
- München/Deutschland: Bei der Eröffnung der 51. Münchener Sicherheitskonferenz erneuert Verteidigungsministerin Ursula von der Leyen angesichts vieler weltweiter Krisenherde das Angebot Deutschlands, in enger Zusammenarbeit mit seinen Partnern eine stärkere Führungsrolle zu übernehmen.[16]
- Sanaa/Jemen: Schiitische Milizionäre der Huthi-Rebellen kündigen nach dem Zerfall der Staatsmacht im Jemen an, die Kontrolle über das Land zu übernehmen. Mit der Veröffentlichung einer Übergangsverfassung wird das Amt des Präsidenten für zwei Jahre von einem noch zu wählenden fünfköpfigen Gremium sowie das aufgelöste Parlament durch einen provisorischen Nationalrat ersetzt.[17]

### Samstag, 7. Februar 2015
- Abuja/Nigeria: Die staatliche Wahlkommission verkündet die Verlegung der Präsidentschafts- und Parlamentswahlen wegen Sicherheitsbedenken vom 14. Februar auf den 28. März. Die Gouverneurs- und Regionalwahlen in den 36 Bundesstaaten werden aus demselben Grund vom 28. Februar auf den 11. April verschoben. In den verbleibenden Wochen bis zu den Wahlen soll eine Eingreiftruppe der Afrikanischen Union die nordöstlichen Gebiete des Landes aus dem Griff der Terrormiliz Boko Haram befreien.[18]
- Bagdad/Irak: Unmittelbar vor der geplanten Aufhebung der nächtlichen Ausgangssperre in der irakischen Hauptstadt kommen bei einer dortigen Anschlagsserie mindestens 32 Personen ums Leben.[19]
- Bratislava/Slowakei: Ein Referendum über ein Verbot gleichgeschlechtlicher Ehen scheitert an der zu geringen Beteiligung von 21 % der Wahlberechtigten. Für einen Erfolg wären 50 % Wahlbeteiligung nötig gewesen. Unter den Abstimmenden votieren 90 % gegen die Homo-Ehe.[20]
- Gao/Mali: In der Region Gao im Osten Malis flammen Kämpfe zwischen verschiedenen Gruppierungen von Tuareg-Rebellen und regierungstreuen Milizen auf. Dabei geht es um die Kontrolle von Handelsorten und -wegen.[21]

### Sonntag, 8. Februar 2015
- Bata/Äquatorialguinea: Die Elfenbeinküste siegt gegen Ghana im Finale der 30. Fußball-Afrikameisterschaft im Elfmeterschießen mit 9:8 und holt den Titel des Afrikameisters.[22]
- Berlin/Deutschland: Der amtierende britische Snooker-Weltmeister Mark Selby gewinnt im Berliner Tempodrom das German Masters 2015.[23]
- Kairo/Ägypten: Bei schweren Ausschreitungen im Vorfeld der Begegnung in der höchsten ägyptischen Spielklasse zwischen al Zamalek SC und ENPPI Club sterben mindestens 22 Fußballbegeisterte.[24]
- London/Vereinigtes Königreich: Bei der 68. Verleihung der British Academy Film Awards erhält Boyhood von Regisseur Richard Linklater die Auszeichnung als bester Film.[25]
- Los Angeles/Vereinigte Staaten: Bei der 57. Verleihung der Grammy Awards erhält der britische Musiker Sam Smith vier Auszeichnungen, darunter die für den Song des Jahres („Stay With Me“).[26]

### Montag, 9. Februar 2015
- Manama/Bahrain: Das bahrainische Informationsministerium begründet die Schließung des saudischen Nachrichtensenders Al Arab mit der Nichteinhaltung von regionalen und internationalen Standards zur Bekämpfung des Terrorismus. Der Fernsehsender hatte kurz nach dessen Start vergangene Woche die Ausstrahlungen nach einem Interview mit einem Vertreter der schiitischen Opposition aus technischen und administrativen Gründen abgebrochen.[27]
- Marseille/Frankreich: Unmittelbar vor dem Besuch des französischen Premierministers Manuel Valls in Marseille attackieren vermummte Unbekannte die Polizei.[28]
- Mogadischu/Somalia: Kämpfer der somalischen Shabaab-Miliz erschießen in Mogadischu einen Parlamentsabgeordneten. Die Islamisten werfen der Regierung die Zustimmung der Stationierung ausländischer Truppen in dem ostafrikanischen Land vor.[29]

### Dienstag, 10. Februar 2015
- Kramatorsk/Ukraine: Bei mehreren Raketenangriffen auf die Stadt Kramatorsk werden mindestens 15 Personen getötet und 63 weitere verletzt. Geschosse des russischen Raketenwerfer-Typs Smertsch schlagen im ukrainischen Militärhauptquartier für die Anti-Terror-Operation, in dichtbesiedelten Wohngebieten und am dortigen Flughafen ein.[30]
- Taipeh/Taiwan: Der Minister für die Beziehungen zu Festlandchina, Wang Yu-chi, tritt nach Vorwürfen, sein früherer Stellvertreter habe Staatsgeheimnisse an die Volksrepublik China weitergegeben, zurück.[31]

### Mittwoch, 11. Februar 2015
- Berlin/Deutschland: Mit einem Staatsakt wird in Berlin des verstorbenen Richard von Weizsäcker gedacht. Das ehemalige Staatsoberhaupt wird in Reden mehrerer Trauergäste als großer Deutscher gewürdigt.[32]
- Grosseto/Italien: Francesco Schettino, verantwortlicher Kapitän bei der Havarie der Costa Concordia im Januar 2012, wird erstinstanzlich zu 16 Jahren Haft wegen Schiffbruchs und fahrlässiger Tötung sowie zu einem fünfjährigen Berufsverbot verurteilt.[33]

### Donnerstag, 12. Februar 2015
- Caracas/Venezuela: Zum Jahrestag der Proteste in Venezuela 2014 kommt es erneut zu gewalttätigen Demonstrationen gegen Nicolás Maduro.[34]
- Minsk/Belarus: Die Präsidenten der Ukraine, Petro Poroschenko, und Russlands als indirekter Vertreter der prorussischen Separatisten, Wladimir Putin, unterzeichnen unter Vermittlung von Bundeskanzlerin Angela Merkel und des französischen Präsidenten François Hollande eine Einigung über eine Waffenruhe im Kriegsgebiet Donbass im Osten der Ukraine, die zum Sonntag in Kraft treten soll.[35]

### Freitag, 13. Februar 2015
- Dakar/Senegal: Ein vom Senegal und der Afrikanischen Union eingerichtetes Sondertribunal entscheidet, den früheren Präsidenten der Republik Tschad, Hissène Habré, wegen Verbrechen gegen die Menschlichkeit vor ein Schwurgericht im Senegal, wohin Habré nach seinem Sturz geflohen war, zu stellen. Während seiner achtjährigen Herrschaft kamen 40.000 Oppositionelle und Mitglieder ethnischer Minderheiten um. Damit soll erstmals einem afrikanischen Staatschef vor einem afrikanischen Gericht wegen Gräueltaten der Prozess gemacht werden.[36]
- Freetown/Sierra Leone: Nach einem erneuten Todesfall durch das Ebola-Virus stellen sierra-leonische Behörden 700 Häuser im westlichen Vorort Aberdeen der Hauptstadt als Vorsichtsmaßnahme unter Quarantäne. Bisher sind in Westafrika 9250 Personen durch die Ebolafieber-Epidemie umgekommen.[37]
- Kiew/Ukraine: Der ukrainische Präsident Poroschenko beruft den ehemaligen georgischen Präsidenten Saakaschwili als Berater für Reformen.[38]
- N’Djamena/Tschad: Erstmals nach dem Eingreifen der tschadischen Armee zur Bekämpfung der islamistischen Terrormiliz Boko Haram überfällt diese mit Ngouboua ein tschadisches Dorf am Ufer des Tschadsees und tötet dort zehn Bewohner.[39]
- Peschawar/Pakistan: Ein Anschlag der Taliban auf eine schiitische Moschee fordert mindestens 19 Todesopfer, 40 weitere werden verletzt.[40]
- Taunggyi/Myanmar: Bei Kämpfen zwischen Rebellen und der myanmarischen Armee in der Region Kokang im Shan-Staat kommen Dutzende Soldaten um. Tausende Zivilisten, zumeist ethnische Chinesen, flüchten über die Grenze in die Provinz Yunnan der Volksrepublik China. Als Auslöser des bewaffneten Konflikts werden territoriale Streitigkeiten angenommen.[41]

### Samstag, 14. Februar 2015
- Berlin/Deutschland: Der iranische Spielfilm Taxi gewinnt mit dem Goldenen Bären den Hauptpreis der diesjährigen Internationalen Filmfestspiele Berlins. Die Jury würdigt den Film von Jafar Panahi als Zeichen gegen die Unterdrückung der Kunst. Den Preis nimmt seine Nichte entgegen, da Panahi selbst nicht aus dem Iran ausreisen darf, wo er unter Hausarrest steht und mit einem Berufsverbot belegt ist.[42]
- Kopenhagen/Dänemark: Bei einer Schießerei während einer Veranstaltung über Kunst, Meinungsfreiheit und Gotteslästerei stirbt eine Person, drei Polizisten werden verletzt. Die Polizei geht davon aus, dass der Anschlag dem schwedischen Mohammed-Karikaturisten Lars Vilks, einem Redner der Veranstaltung, gilt.[43]
- Vikersund/Norwegen: Der slowenische Skispringer Peter Prevc stellt mit einer Weite von 250 Metern einen neuen Weltrekord im Skifliegen auf.[44]
- Christchurch/Neuseeland: Der elfte Cricket World Cup beginnt.

### Sonntag, 15. Februar 2015
- Braunschweig/Deutschland: Der diesjährige Braunschweiger Karnevalsumzug wird wegen Hinweisen auf einen bevorstehenden Terroranschlag auf ebendiesen abgesagt.[45]
- Hamburg/Deutschland: Bei der Bürgerschaftswahl in Hamburg erreicht die SPD unter dem ersten Bürgermeister Olaf Scholz 45,6 % der Stimmen. Die CDU verliert deutlich an Stimmen und kommt nur noch auf 15,9 %. Grüne und Linke legen leicht zu und erhalten 12,2 bzw. 8,5 %. Die FDP behauptet sich erstmals seit über 15 Monaten in einem Landesparlament mit 7,4 %. Die AfD erreicht aus dem Stand 6,1 % und ist zum ersten Mal in einem westdeutschen Landtag vertreten. Die Wahlbeteiligung fällt mit 56,5 % auf einen neuen Tiefststand. Die SPD büßt mit dieser Wahl ihre absolute Mehrheit ein und muss sich einen Koalitionspartner suchen.[46]
- Kopenhagen/Dänemark: Nach dem Anschlag vom Vortag stirbt bei einem Schusswechsel in der Nacht vor einer Synagoge im Zentrum der dänischen Hauptstadt eine Ordnungswache, die eine Bar-Mitzwa-Feier im Rückgebäude schützt. Die Polizei erschießt am Morgen den Täter beider vermutlich terroristisch motivierter Anschläge.[47]
- Lampedusa/Italien: Vor der Küste von Lampedusa werden rund 2000 afrikanische Flüchtlinge gerettet.[48]
- Sirte/Libyen: Die Veröffentlichung eines Videos zeigt die Ermordung von 21 ägyptischen koptisch-christlichen Gastarbeitern durch einen Ableger der Terrororganisation Islamischer Staat. Die Gastarbeiter waren vor Wochen im Raum Sirte entführt worden. Ägyptens Präsident as-Sisi verhängt eine siebentägige Staatstrauer. Der Islamische Staat versucht mit dieser Tat, Hass zwischen ägyptischen Christen und Muslimen zu schüren. Ägypten behält sich vorübergehend vor, in die immer instabiler werdende Situation im Nachbarland einzugreifen.[49]
- Vikersund/Norwegen: Der norwegische Skispringer Anders Fannemel stellt mit einer Weite von 251,5 Metern einen neuen Weltrekord im Skifliegen auf.[50]

### Montag, 16. Februar 2015

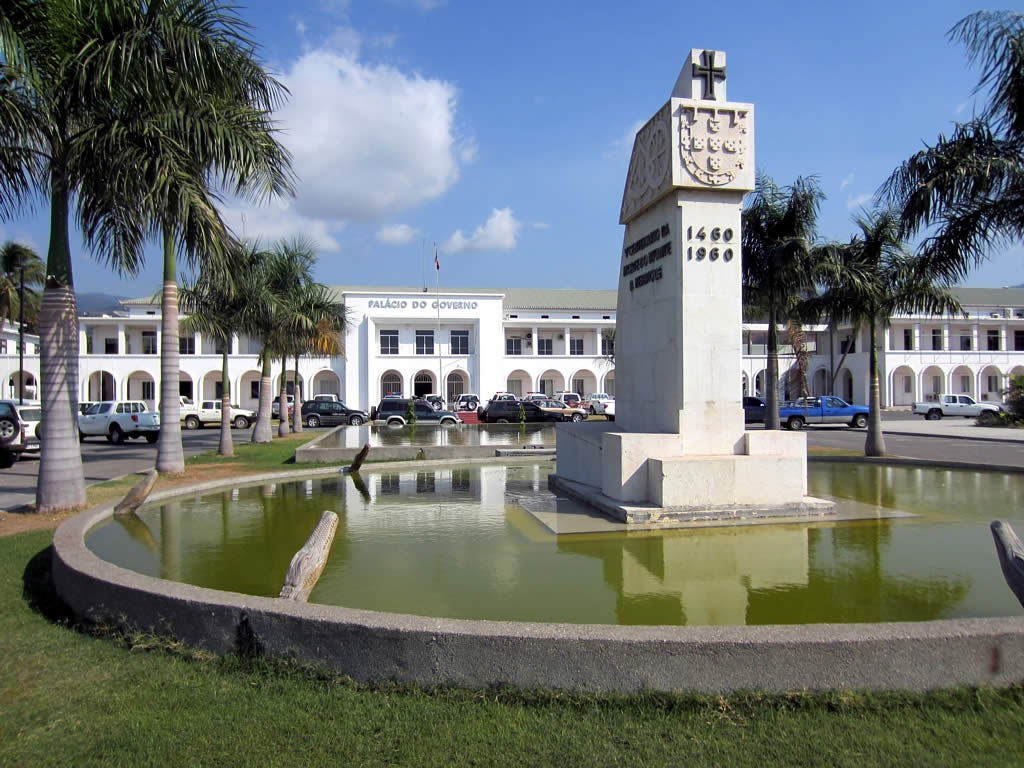
Regierungspalast Osttimors

- Basseterre/St. Kitts und Nevis: Eine Allianz dreier Oppositionsparteien gewinnt die Parlamentswahlen.[51]
- Brüssel/Belgien: Die Finanzminister der Euro-Gruppe treffen sich in Brüssel. Ein Grexit erscheint nicht ausgeschlossen.[52]
- Darna/Libyen: Als Reaktion auf das Bekanntwerden der Ermordung ägyptischer Gastarbeiter koptischer Konfession durch einen Ableger der Terrororganisation Islamischer Staat am Vortag bombardiert die ägyptische Luftwaffe Stellungen dieser Fraktion im Raum Darna im Nordosten des Landes mit Unterstützung der regulären libyschen Luftstreitkräfte.[53]
- Dili/Osttimor: Die VI. konstitutionelle Regierung Osttimors unter dem neuen Premierminister Rui Maria de Araújo wird vereidigt.[54]
- Port-au-Prince/Haiti: Eine auf einen Festwagen herabfallende Hochspannungsleitung beim Karnevalsumzug in der haitianischen Hauptstadt verursacht einen für mindestens 16 Karnevalisten tödlichen Stromschlag, weitere 78 Personen werden verletzt. Die Regierung sagt alle weiteren Karnevalsfeiern ab und ruft eine dreitägige Staatstrauer aus.[55]

### Dienstag, 17. Februar 2015
- Kasserine/Tunesien: Bei einem Anschlag tunesischer Dschihadisten in Boulaaba im Gouvernement Kasserine an der Grenze zu Algerien kommen vier Polizisten um.[56]

### Mittwoch, 18. Februar 2015
- Athen/Griechenland: Bei der 4. Runde der 9. Wahl zum griechischen Staatspräsidenten wird der ehemalige Innenminister Prokopis Pavlopoulos von der konservativen Partei Neue Demokratie zum neuen Staatsoberhaupt gewählt. Seine Amtszeit beginnt am 13. März.[57]
- Chișinău/Moldau: Zwei Monate nach der moldauischen Parlamentswahl wird der Unternehmer Chiril Gaburici zum neuen Ministerpräsidenten gewählt. Die neue Regierung möchte das Land politisch und wirtschaftlich an die Europäische Union heranführen. Als Hauptproblem wird der Transnistrien-Konflikt angesehen, auch höhere Preise für russisches Gas und ein Importverbot moldauischer Weine, Gemüse und Fleisch in Russland wiegen schwer.[58]
- Port-au-Prince/Haiti: 16 Menschen sterben bei einem schweren Stromunfall während eines Karnevalsumzugs, weitere 78 Menschen werden verletzt.[59]

### Donnerstag, 19. Februar 2015
- Caracas/Venezuela: Der venezolanische Geheimdienst Sebin nimmt den oppositionellen und regimekritischen Bürgermeister der Hauptstadt, Antonio Ledezma, fest. Dieser soll sich laut Aussage des linkspopulistischen Präsidenten Nicolás Maduro wegen seiner «Vergehen gegen die Verfassung und gegen den Frieden im Land» vor Gericht verantworten. Ledezma hatte vor einigen Tagen eine Resolution unterzeichnet, deren Ziel es sei, die Wirtschaftskrise zu beenden.[60]

### Freitag, 20. Februar 2015
- Bangkok/Thailand: Die gesetzgebende Versammlung beschließt ein Gesetz, mit dem kommerzielle Leihmutterschaft für Ausländer endgültig verboten wird. Auch Leihmuttergeschäfte für gleichgeschlechtliche Paare werden untersagt.[61]

### Samstag, 21. Februar 2015
- Dubai/Vereinigte Arabische Emirate: Im Wolkenkratzer The Torch bricht im 50. Stockwerk ein Feuer aus, welches sich binnen kurzer Zeit bis zur 70. Etage ausbreitet. Die Feuerwehr kann das Gebäude rechtzeitig evakuieren, so dass niemand zu Schaden kommt. Die Ursache des Brandes ist noch unklar.[62]
- Moskau/Russland: Die regierungskritische Zeitung Nowaja gaseta berichtet, dass Teilnehmern der Demonstrationen gegen die prowestlich orientierte Maidan-Bewegung in der russischen Hauptstadt Geld gezahlt wird.[63]

### Sonntag, 22. Februar 2015
- Aden/Jemen: Präsident Abed Rabbo Mansur Hadi gelingt die Flucht aus der von Huthi-Rebellen kontrollierten jemenitischen Hauptstadt Sanaa nach Aden. Dort widerruft er seinen Rücktritt, bezeichnet alle durch die Huthi erlassenen Maßnahmen als ungültig und ruft zum Widerstand gegen die Huthi auf.[64]
- Los Angeles/Vereinigte Staaten: Bei der 87. Oscarverleihung werden unter anderem Birdman oder (Die unverhoffte Macht der Ahnungslosigkeit) des mexikanischen Regisseurs Alejandro González Iñárritu als bester Film und mit der besten Regie ausgezeichnet. Birdman erhält insgesamt vier Trophäen. Als bester Hauptdarsteller wird der britische Schauspieler Eddie Redmayne für seine Rolle im Film Die Entdeckung der Unendlichkeit sowie als beste Hauptdarstellerin die US-amerikanisch-britische Schauspielerin Julianne Moore für ihre Rolle im Film Still Alice – Mein Leben ohne Gestern geehrt. Als bester Dokumentarfilm setzt sich Citizenfour der US-amerikanischen Regisseurin Laura Poitras durch, der sich inhaltlich dem US-amerikanischen Whistleblower Edward Snowden und die durch ihn ausgelöste globale Überwachungs- und Spionageaffäre widmet.[65]
- Moroni/Komoren: Analog zur ersten Runde im Januar gewinnt die Partei Juwa (Sonne) des früheren Präsidenten Ahmed Abdallah Mohamed Sambi die zweite Runde der Wahlen der Unionsversammlung.[66]

### Montag, 23. Februar 2015
- Dhaka/Bangladesch: Etwa 70 Kilometer südwestlich von der Hauptstadt Dhaka kollidieren auf dem Fluss Padma eine Fähre und ein Frachter. Mindestens 68 Menschen kommen ums Leben.[67]

### Dienstag, 24. Februar 2015
- Nairobi/Kenia: Nach Vorwürfen der sexuellen Belästigung tritt der Vorsitzende des Weltklimarates IPCC, der indische Ökonom Rajendra Pachauri, von seinem Amt zurück. Kommissarischer Nachfolger wird der bisherige Vizepräsident, der sudanesische Physiker Ismail El Gizouli.[68]
- Zlín/Tschechien: Ein bewaffneter Amokläufer tötet in einem Restaurant in Uherský Brod acht Menschen und nimmt sich anschließend selbst das Leben. Außerdem gibt es mehrere Verletzte. Vermutlich handelt es sich bei dem Täter um einen 62-Jährigen, welcher nur unweit des Tatorts lebte.[69]

### Mittwoch, 25. Februar 2015
- Moskau/Russische Föderation: Die regierungskritische Zeitung Nowaja gaseta veröffentlicht ein ihr zugespieltes Strategiepapier[70], in dem eine Anbindung der Krim und weiten Teilen der Ostukraine an die Russische Föderation mit Referenden durch Russland von langer Hand geplant und vorbereitet war, obwohl der russische Präsident Putin immer Gegenteiliges behauptet. Der Verfasser des Papiers ist nicht bekannt.[71]
- Wien/Österreich: Das österreichische Parlament beschließt eine Neufassung des Islamgesetzes. Wesentliche Punkte darin sind das Finanzierungsverbot muslimischer Vereine und Moscheen aus dem Ausland, der Vorrang staatlichem gegenüber religiösem Recht sowie Ansprüche auf Seelsorge beim Militär, in Gefängnissen und in Krankenhäuser. Islamverbände und die Oppositionsparteien kritisieren das neue Islamgesetz.[72]

### Donnerstag, 26. Februar 2015
- Mossul/Irak: Die Terrororganisation Islamischer Staat veröffentlicht ein Video, in dem die Vernichtung Jahrtausende alter Kulturgüter gezeigt wird. So sind antike Bildwerke im Museum der Stadt Mossul den Terroristen zum Opfer gefallen. An der Grabungsstätte Ninive wird die Zerstörung großer Torwächterfiguren des Volkes der Assyrer aus dem 8. Jahrhundert vor Christi mit Presslufthammern gezeigt.[73]

### Freitag, 27. Februar 2015
- Hamburg/Deutschland: Die 920. Tatort-Folge, Im Schmerz geboren von Regisseur Florian Schwarz, wird mit der Goldenen Kamera ausgezeichnet. Der Protagonist des Films Ulrich Matthes erhält zudem die Goldene Kamera als bester deutscher Schauspieler.[74]
- London/Vereinigtes Königreich: Der britische Rock-Musiker Gary Glitter (bürgerlich: Paul Francis Gadd) wird wegen mehrfachen Kindesmissbrauchs und anderer Sexualdelikte in den Jahren 1975 bis 1980 zu 16 Jahren Haft verurteilt.[75]
- Moskau/Russland: Der russische Oppositionspolitiker und frühere Vizeregierungschef Boris Nemzow wird in Moskau in der Nähe des Kremls erschossen. Er hat in letzter Zeit als prominentester Kritiker von Präsident Putin gegolten und den Ukraine-Krieg als russische Aggression gewertet.[76]

### Samstag, 28. Februar 2015

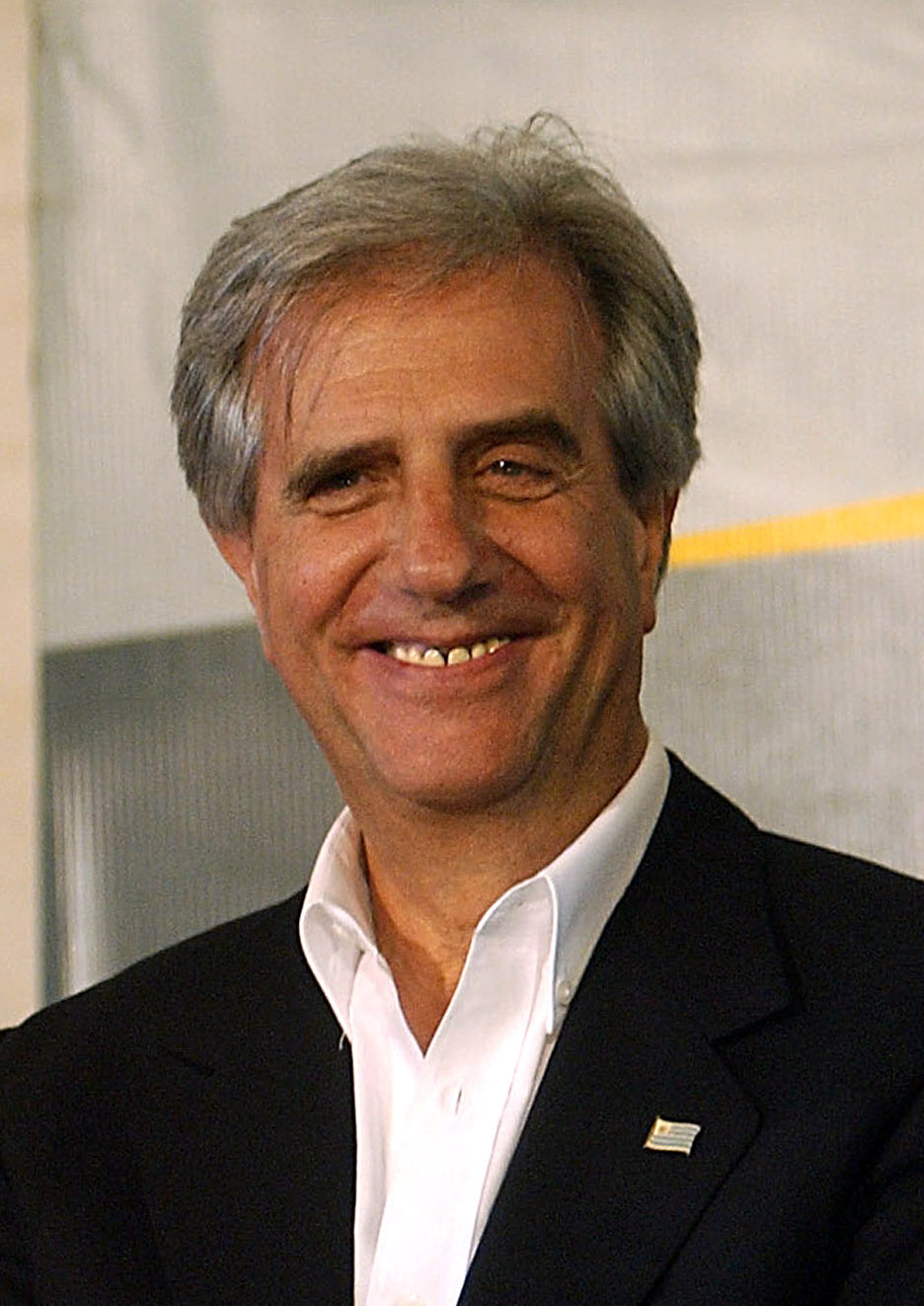
Tabaré Vázquez, 2007

- Bagdad/Irak: Das Irakische Nationalmuseum in Bagdad mit einzigartigen Schätzen aus altorientalischer und islamischer Zeit wird zwölf Jahre nach seiner Plünderung, wo 15.000 wertvolle archäologische Fundstücke gestohlen worden sind, offiziell wiedereröffnet. Laut einer Mitteilung des irakischen Antikenministeriums wolle man damit auf die Zerstörung von wertvollen assyrischen Kulturgütern durch die Terrormiliz Islamischer Staat reagieren.[77]
- Maseru/Lesotho: Bei den Wahlen zur Nationalversammlung erreicht keine Partei die absolute Mehrheit, so dass die Bildung einer Koalitionsregierung wahrscheinlich wird. Nahezu gleichauf liegen die Parteien All Basotho Convention von Premierminister Thomas Thabane und der Democratic Congress.[78]
- Montevideo/Uruguay: Der gewählte Staatspräsident Tabaré Vázquez übernimmt das Amt von José Mujica.[79]

## Weblinks

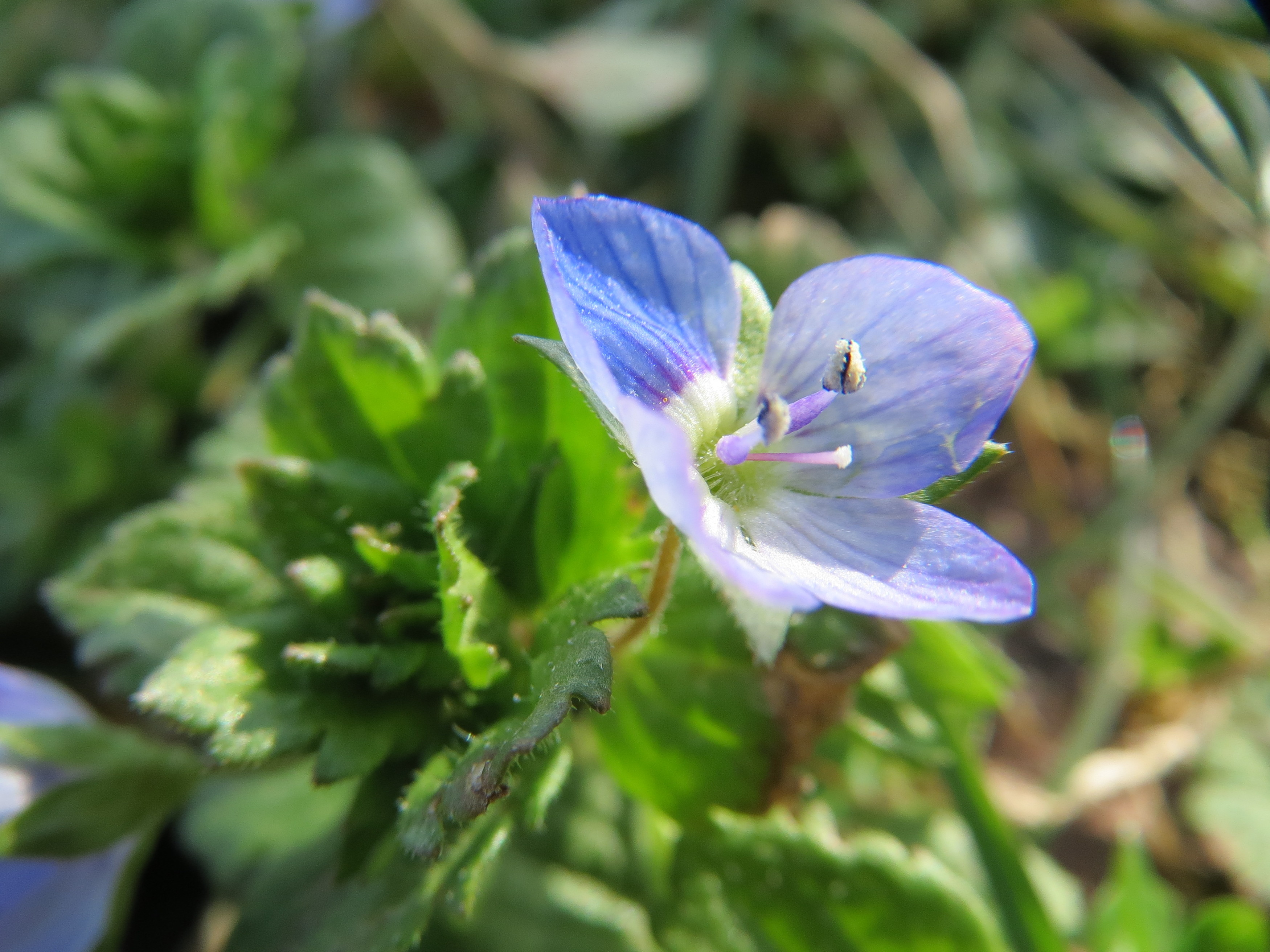
Saarbrücken im Februar 2015
(Veronica persica)